# Viloira (El Barco de Valdeorras)
Viloira (llamada oficialmente San Martiño de Viloira) es una parroquia y un lugar español del municipio de El Barco de Valdeorras, en la provincia de Orense, Galicia.

## Organización territorial
La parroquia está formada por una entidad de población:
- Viloira

## Demografía
Gráfica demográfica del lugar y parroquia de Viloira según el INE español:
| Gráfica de evolución demográfica de Viloira entre 2000 y 2022 |
|                                                               |
| Datos según el nomenclátor publicado por el INE.              |